# Flak-Brigade Frantz
Die Flak-Brigade Frantz war ein kurzzeitig existierender Verband der Luftwaffe im Zweiten Weltkrieg.

## Einsatzgeschichte
Anfang 1940 wurde die Brigade durch die Umbenennung des Stabes des Flugabwehrkommando Luxemburg in Mayen gebildet und nahm am Westfeldzug teil. Sie war benannt nach ihrem Kommandant, Oberst Gotthard Frantz.
Im Sommer 1940 erhielt die Brigade die Nummer des Flak-Regiment 7, wurde zur Flak-Brigade VII umgewandelt und Frantz wurde Kommandeur der Luftkriegsschule 6. Die Flak-Brigade VII wurde erst in Luxemburg und später in Frankreich eingesetzt. Ab November 1941 folgte der Einsatz in Sizilien und dort im August 1942 die Umbildung in der 19. Flak-Division.
Die Brigade war erst dem Luftverteidigungskommando 11 und später dem Luftverteidigungskommando 9 unterstellt.